# Cabra del Camp
Cabra del Camp är en kommun i Spanien.   Den ligger i provinsen Província de Tarragona och regionen Katalonien, i den östra delen av landet, 400 km öster om huvudstaden Madrid. Antalet invånare är 1 165. Arean är 27,0 kvadratkilometer. Cabra del Camp gränsar till Sarral, El Pont d'Armentera, El Pla de Santa Maria, Figuerola del Camp och Barberà de la Conca. 
Terrängen i Cabra del Camp är kuperad norrut, men söderut är den platt.